# Gulfspan-Klasse
Die Gulfspan-Klasse war eine Baureihe von zwei 1986 und 1989 fertiggestellten, eisbrechenden Fährschiffen der kanadischen Reederei Marine Atlantic. Beide Schiffe waren bei Indienststellung die größten Fähren Kanadas und standen gemeinsam über zwanzig Jahre lang im Liniendienst zwischen Neufundland und der Kap-Breton-Insel im Einsatz. Das Typschiff Caribou wurde im November 2010 ausgemustert, die drei Jahre jüngere Joseph and Clara Smallwood folgte im März 2011. Im Herbst 2011 gingen beide Einheiten der Gulfspan-Klasse zum Abbruch nach Alang in Indien.

## Entstehung und Bau
Erste Pläne zum Bau der Gulfspan-Klasse entstanden Ende der 1970er Jahre. Die zur Canadian National Railway gehörende Reederei CN Marine (Vorgänger der 1986 gegründeten Reederei Marine Atlantic) betrieb zu diesem Zeitpunkt auf der Strecke von North Sydney nach Channel-Port aux Basques nur ein einziges eigenes Passagierschiff: Die 1967 in Dienst gestellte Frederick Carter, die ursprünglich als RoRo-Frachter entstand und erst nach einem Umbau bis zu 400 Passagiere befördern konnte. Zudem charterte CN Marine bereits seit 1974/75 die ursprünglich zur Stena Line gehörenden Schiffe Marine Nautica und Marine Atlantica. Als Ersatz für diese Einheiten entstand die Gulfspan-Klasse. Das Projekt wurde unter diesem Namen erstmals im Mai 1977 vorgestellt.
Den Zuschlag zum Bau der beiden Gulfspan-Fähren erhielt im Frühjahr 1983 die in Québec ansässige Versatile Davie Shipyard Lauzon. Der Entwurf der jeweils etwa 121 Millionen Dollar teuren Schiffe stammt von den Marinearchitekten German and Milne in Montreal, die zudem von Knud E. Hansen in Kopenhagen unterstützt wurden. Die Gulfspan-Klasse erhielt einen eisverstärkten Rumpf, der mittels Tests durch Modelle auf das erwartbare Eisvorkommen in der Cabotstraße getestet wurde. Größere Schiffsschrauben sollten die Fähren bei geringerem Verbrauch auf eine höhere Geschwindigkeit bringen.
Das Typschiff Caribou lief am 25. Oktober 1984 vom Stapel. Noch vor der Fertigstellung wurde CN Marine umbenannt, die Ablieferung des neuen Flaggschiffs an die nun als Marine Atlantic bezeichnete Reederei erfolgte im April 1986. Die Kiellegung ihres Schwesterschiffs Joseph and Clara Smallwood erfolgte erst dreieinhalb Jahre später am 19. Oktober 1987. Es lief am 6. Mai 1989 vom Stapel und wurde im November desselben Jahres an Marine Atlantic abgeliefert.

## Dienstzeit
Die zwei Gulfspan-Fähren verrichteten über zwanzig Jahre hinweg ihren Dienst ohne größere Zwischenfälle und erwiesen sich somit als äußerst zuverlässige Schiffe. So absolvierte alleine die Caribou laut Angaben von Marine Atlantic in ihrer 24-jährigen Dienstzeit über 16.000 Überfahrten, wobei sie zirka drei Millionen Passagiere und über zwei Millionen Fahrzeuge beförderte. 2001 wurden die Schwesterschiffe durch die geringfügig neuere Leif Ericson ergänzt, die Marine Atlantic von der Stena Line aufgekauft hatte. 2009 folgte die ebenfalls gebraucht angekaufte, 2002 fertiggestellte Atlantic Vision, die zudem mit einer Tonnage von über 30.000 BRZ die Gulfspan-Klasse als größtes Fährschiff Kanadas ablöste.

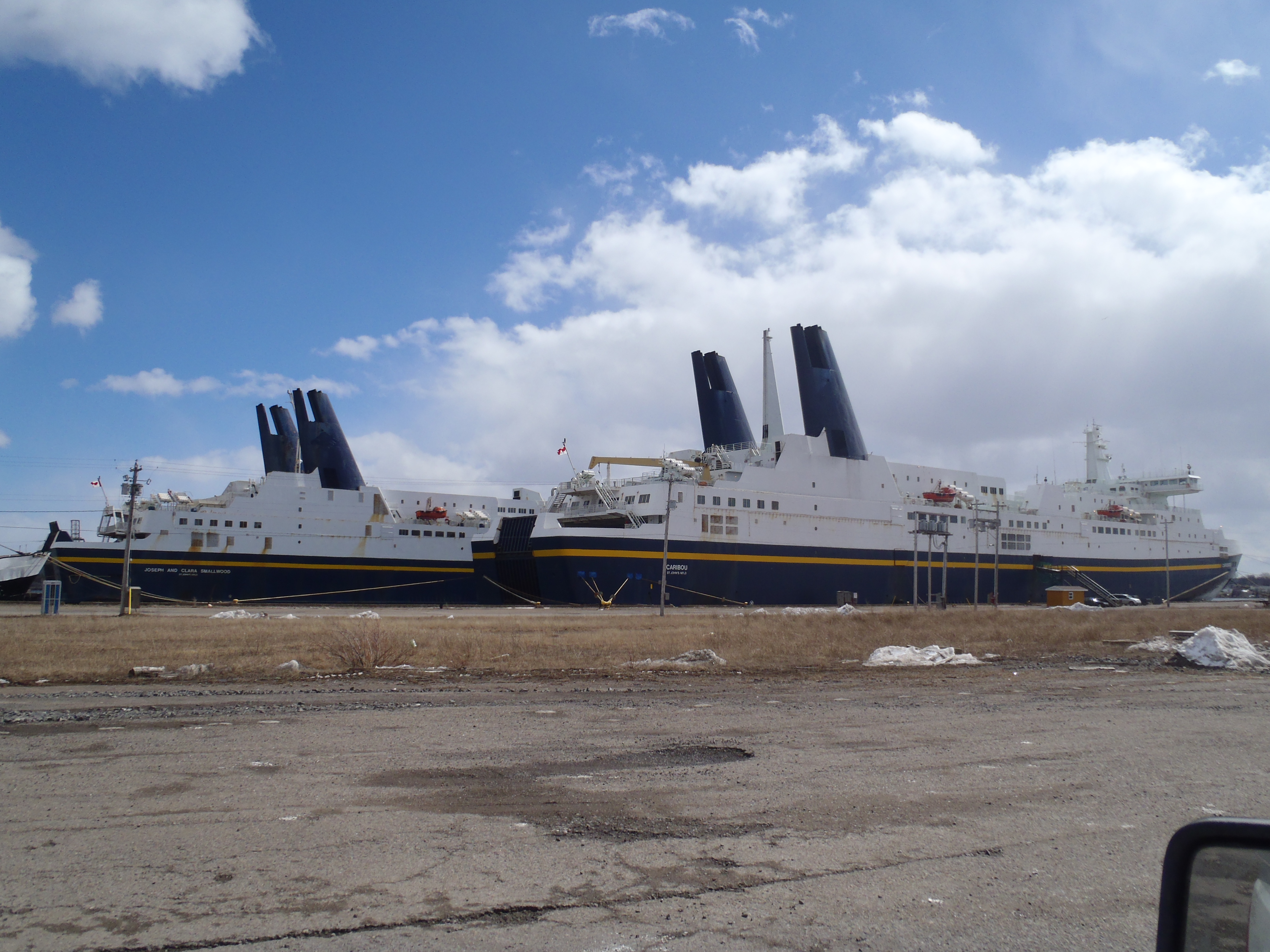
Caribou und Joseph and Clara Smallwood nach ihrer Ausmusterung im März 2011

2010 charterte Marine Atlantic als Ersatz für die 24 Jahre alte Caribou und die 21 Jahre alte Joseph and Clara Smallwood zwei Einheiten vom Typ Stena Seabridger MkI, die als Blue Puttees und Highlanders den Dienst aufnahmen. Die Caribou beendete am 26. November 2010 ihre letzte Überfahrt, die Joseph and Clara Smallwood verblieb noch bis zum 10. März 2011 im Dienst.
Nach ihrer Ausmusterung waren die zwei Gulfspan-Fähren zunächst für längere Zeit in der Nähe von North Sydney aufgelegt und standen zum Verkauf. Jedoch fand sich kein Betreiber für die über zwanzig Jahre alten Schiffe, so dass sie im August 2011 unter den verkürzten Überführungsnamen Caribo und Smallwood zum Abbruch veräußert wurden. Beide Schiffe trafen im Oktober 2011 im indischen Alang ein und wurden dort im selben Monat zum Abbruch auf den Strand gezogen.
Das Abwracken der einstigen Flaggschiffe von Marine Atlantic im aufgrund von Umwelt- und Sicherheitsbedenken stark umstrittenen Alang stand in der Kritik, so bezeichnete die kanadische Politikerin Megan Leslie den dortigen Abbruch der Gulfspan-Fähren als „moralisch und ethisch verwerflich“. Die Reederei hatte vertraglich nur einem Verkauf der ausgedienten Fähren an eine Abwrackwerft unter Einhaltung von Umwelt- und Sicherheitsbedingungen zugestimmt, was einen Abbruch in Indien ausgeschlossen hätte. Ungeachtet dessen wurden beide Schiffe nach Alang überführt.

## Ausstattung
Die Ausstattung der Gulfspan-Fähren unterschied sich in einigen Punkten voneinander. So konnte die Caribou zu Beginn ihrer Dienstzeit bis zu 1.342 Passagiere befördern, während es bei der Joseph and Clara Smallwood lediglich 1.200 waren. In Broschüren und Deckplänen aus den 2000er Jahren werden jedoch beide mit einer Kapazität von 1.200 Personen angegeben. Die Joseph and Clara Smallwood verfügte mit 4.625 tdw über eine höhere Tragfähigkeit als die Caribou mit 3.662 tdw.
Beide Schiffe verfügten über Passagierkabinen auf Deck 3 und 4, jedoch gab es an Bord der Joseph and Clara Smallwood nur 41 Kabinen, während ihr älteres Schwesterschiff 49 Kabinen hatte. Zur weiteren Ausstattung der Fähren zählten eine Lounge mit Bar (genannt Killick auf der Caribou, Placentia auf der Joseph and Clara Smallwood), eine große Cafeteria im Heckbereich, eine Snackbar, ein kleines Filmtheater, ein Spielzimmer für Kinder sowie ein Bereich mit Arcade-Spiel. Passagiere, die nicht in einer eigenen Kabine untergebracht waren, konnten sich in Sälen mit Sesseln ausruhen.

### Fotos der Innenausstattung (Joseph and Clara Smallwood)

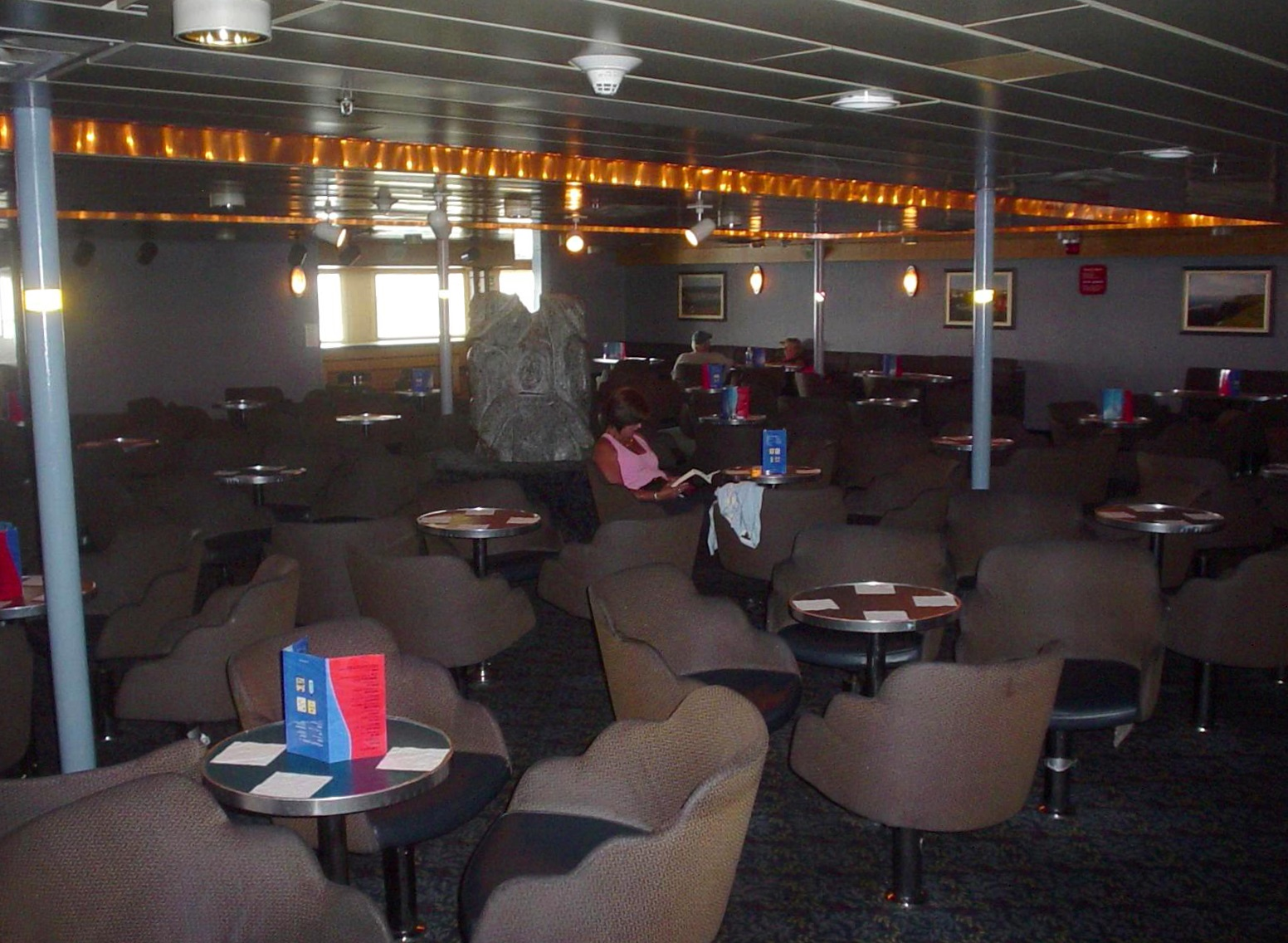
Der Lounge- und Barbereich
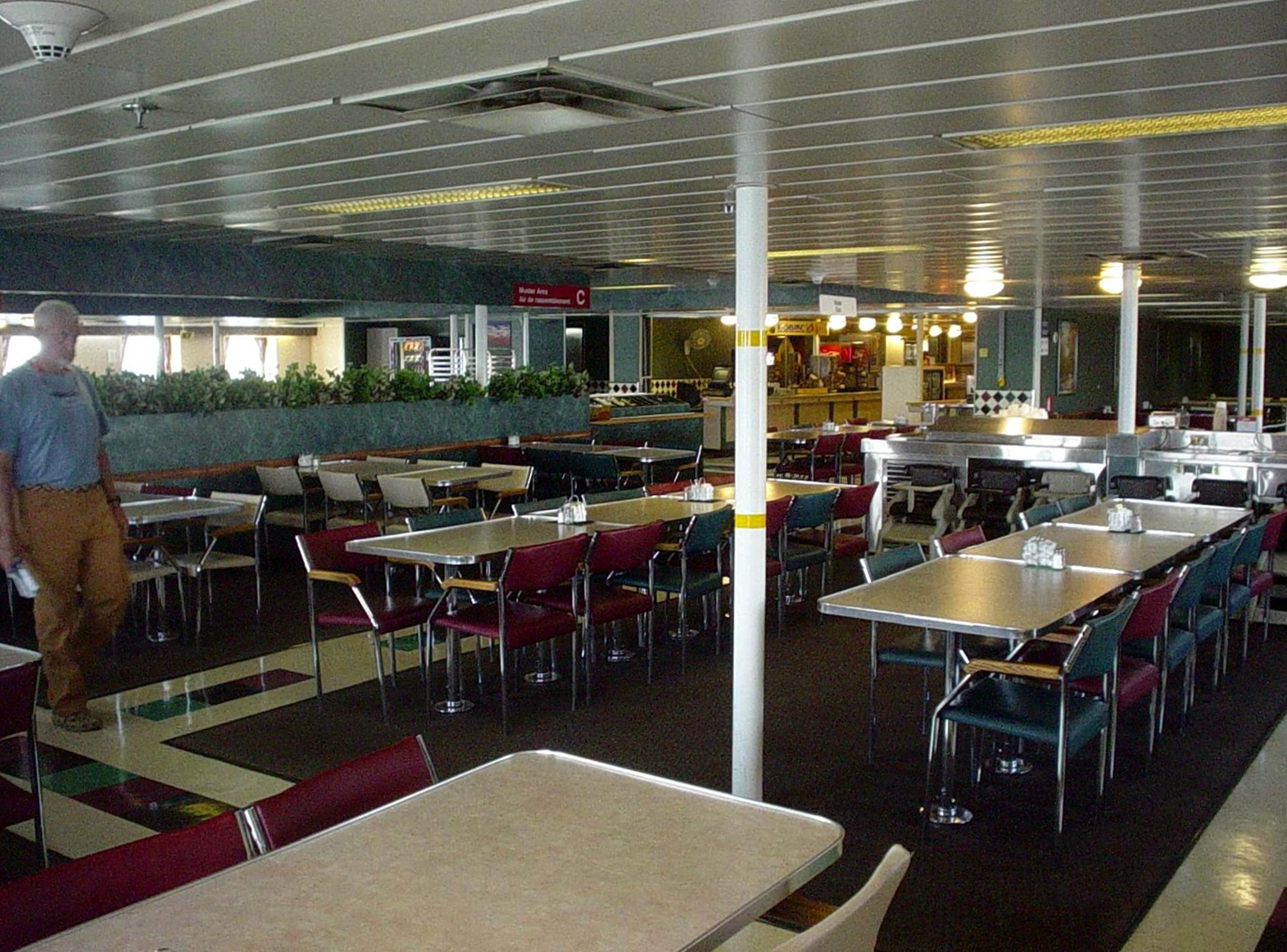
Die Cafeteria
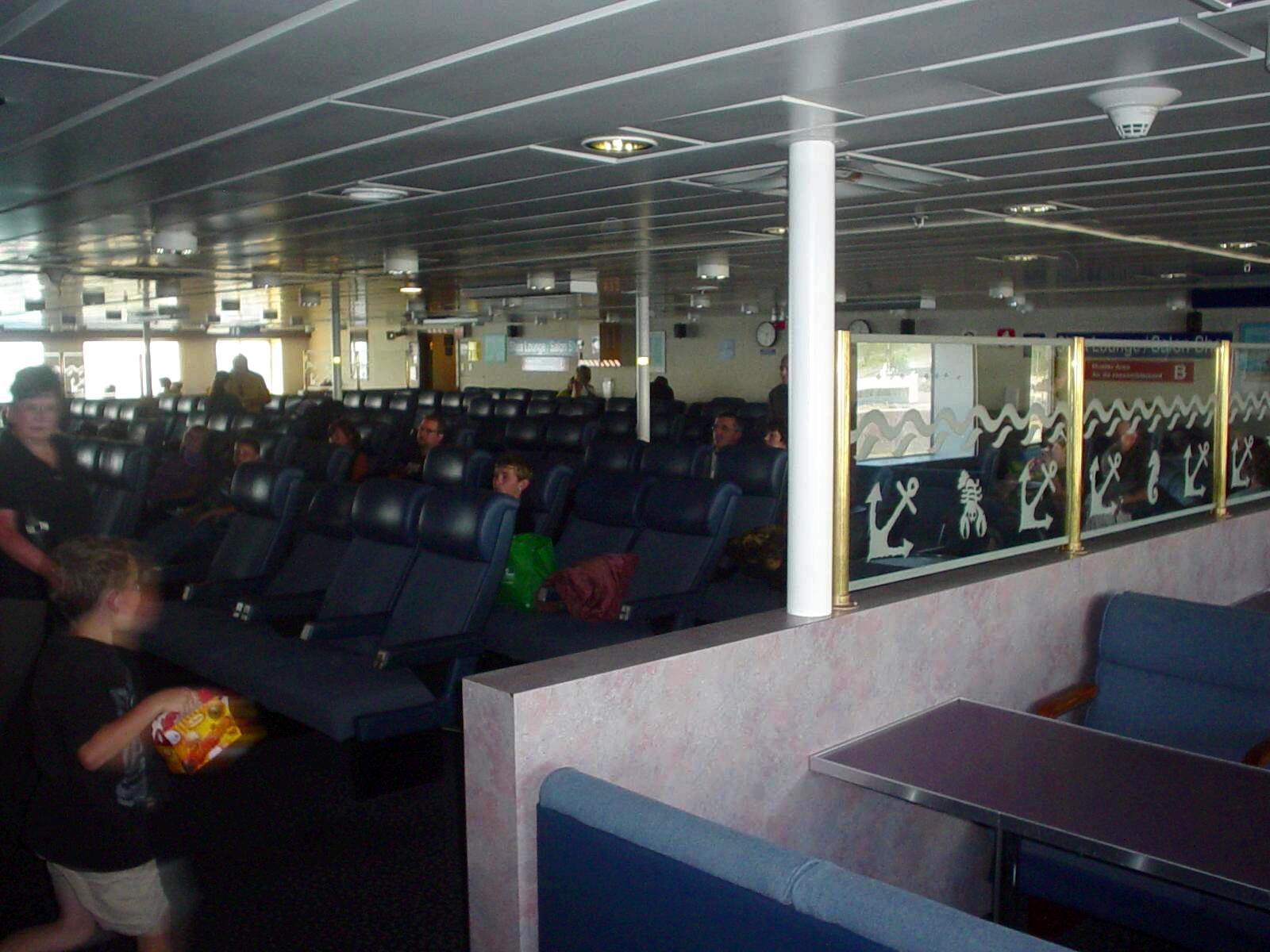
Saal mit Ruhesesseln (Shea Lounge)